# Olszynki (Mazovie)
Olszynki  [ɔlˈʂɨŋki] est un village polonais de la gmina de Młodzieszyn dans le powiat de Sochaczew et dans la voïvodie de Mazovie.
Il se situe à environ 6 kilomètres au nord-ouest de Młodzieszyn, à 14 kilomètres au nord de Sochaczew et à 59 kilomètres à l'ouest de Varsovie.